# C11 (C 표준 개정판)
C11은 ISO/IEC 9899:2011의 줄임말로 C 언어의 최신 개정된 표준을 의미한다. 이전까지 표준이던 C99의 후속으로 최종안인이 2011년 4월에 제출되었고 검토를 거쳐 2011년 12월 8일에 최종 승인되었다.
PELLES C 8.0에서 완전히 지원하며, GCC 4.6, Clang 3.1, IBM XL C 12.1, MSVC 18 등이 C11의 일부 기능을 지원한다.
2018년 6월에 후속 개정판인 C18 표준이 발표되었다.

## C13에서 바뀐 점
- 정렬 기능. (_Alignas 한정자, alignof 연산자, aligned_alloc 함수 지원 <stdalign.h> 헤더 파일)
- _Noreturn 함수 한정자.
- 형에 따른 제네릭 기능으로 _Generic 키워드 추가. 예를 들면 다음 매크로 cbrt(x)는 x의 형에 따라 cbrtl, cbrtf, cbrt로 호출 됨.

```
#define cbrt(x) _Generic((x), long double: cbrtl, \

                              default: cbrt, \

                              float: cbrtf)(x)

```

- 멀티스레드 지원. (_Thread_local 스토리지 한정자, <threads.h> 헤더에 스레드 생성 관리 함수, 뮤텍스, 컨디션, 로컬 스레드 저장소 함수 지원. 또한 _Atomic 형 한정자와 <stdatomic.h> 헤더를 이용해 아토믹 오퍼레이션 지원)
- C 유니코드 기술 문서 ISO/IEC TR 19769:2004를 토대로 유니코드 지원 개선 (char16_t와 char32_t를 각각  UTF-16/UTF-32 코드 저장용 형으로 할당. 유니코드 변환 함수를 <uchar.h>에 추가 함)[2]
- 메모리 경계 검사(Memory bounds checking) 인터페이스(Annex K).[3]
- 이전 C99에서 구식 함수로 규정한 gets()를 제거. 대신 버퍼 안정화/메모리 경계 검사 기능을 추가한 gets_s를 표준에 편입함.
- 분석 기능의 추가 (Annex L).
- 부동소수점(float) 형의 특징, 예를 들면 진수 변환, 정수부 얻기 등등을 검사하기 위한 매크로 추가
- 이름없는 union 또는 struct를 사용하기 더 편리해짐 예시: struct T { int tag; union { float x; int n; }; };.
- 정적 어셔션(Static assertion)은 이제 전처리기 #if, #error 등이 평가되기 전에 컴파일러가 먼저 형식을 처리한 다음 어셔선 처리가 수행됨
- fopen() 함수에 배타적 생성 모드 ("…x")가 생김. 이 기능은 POSIX open() 함수의 O_CREAT|O_EXCL기능과 같으며 보통 파일을 배타적으로 생성 할 때 유용하다.
- exit() 함수와 별개로 최소한 종료 작업만 수행하고 프로그램을 종료하는 새로운 함수 quick_exit()의 추가.[4]
- 복소수를 생성하는 매크로의 추가[5]

## 버전 감지
C11에서는 표준 매크로 __STD_VERSION__의 값이 201112L로 정의 된다.
```
#if __STDC_VERSION__ >= 201112L

    
// C11 지원

#elif __STDC_VERSION__ >= 199901L

    
// C99 지원

#else

    
/* C11, C99 지원하지 않음 */

#endif

```

## 특정 기능 지원 감지
각 개별 컴파일러가 새로운 표준의 특정 부분만 지원할 경우 다음과 같은 매크로를 통해 기능을 지원하는지 여부를 확인할 수 있다.
| 기능                                                     | 기능 감지용 매크로       | C99에 정의됨  |
| -------------------------------------------------------- | ------------------------ | ------------- |
| 분석 기능 (Annex L)                                      | __STDC_ANALYZABLE__      | 정의되지 않음 |
| 메모리 경계 검출 (Annex K)                               | __STDC_LIB_EXT1__        | 정의되지 않음 |
| 멀티스레드 (<threads.h>)                                 | __STDC_NO_THREADS__      | 정의되지 않음 |
| 아토믹 기능 및 형식 (<stdatomic.h> 및 _Atomic 형 지정자) | __STDC_NO_ATOMICS__      | 정의되지 않음 |
| IEC 60559 부동소수점 산술 연산자 (Annex F)               | __STDC_IEC_559__         | 일부 지원     |
| IEC 60559 복소수 산술 연산자 (Annex G)                   | __STDC_IEC_559_COMPLEX__ | 일부 지원     |
| 복소수 형 (<complex.h>)                                  | __STDC_NO_COMPLEX__      | 필수 사항     |
| 가변 길이 배열                                           | __STDC_NO_VLA__          | 필수 사항     |

## 같이 보기
- C 언어
- C99